# کیوسانو دی سان دومنیکو
کیوسانو دی سان دومنیکو (به ایتالیایی: Chiusano di San Domenico) یک کومونه در ایتالیا است که در استان آولینو واقع شده‌است.

## خصوصیات
کیوسانو دی سان دومنیکو ۲۴٫۵۶ کیلومتر مربع مساحت و ۲٬۳۸۸ نفر جمعیت دارد و ۷۰۰ متر بالاتر از سطح دریا واقع شده‌است.